# カタリーナ・レナータ・フォン・エスターライヒ
カタリーナ・レナータ・フォン・エスターライヒ（Katharina Renata von Österreich, 1576年1月4日 - 1599年6月29日）は、オーストリア大公家の大公女（Erzherzogin）。神聖ローマ皇帝フェルディナント2世の姉。

## 生涯
内オーストリア大公カール（2世）とその妻でバイエルン公アルブレヒト5世の娘であるマリア・アンナの間の第4子、三女として生まれた。両親は実の叔父と姪の間柄だった。カタリーナ・レナータとその姉妹たちには、ハプスブルク家の成員に特徴的な突出した下唇（Habsburger Unterlippe）の相貌が顕著に現れたことで知られる。カタリーナ・レナータはパルマ公ラヌッチョ1世と婚約したが、結婚に向けた準備の最中に23歳で死去した。遺骸はゼッカウ修道院（Abtei Seckau）内の教会堂に葬られた。